# Noua Dreaptă
Noua Dreaptă (Nova Dreta en català) és un moviment nacionalista, irredentista i ultra-ortodox de Romania, afirmant-se nacionalistes i patriotes. El moviment no està registrada com a partit polític i no participa en les eleccions. En particular, es posiciona obertament contra l'homosexualitat, Noua Dreaptă reclama als ideals de la Guàrdia de Ferro i el moviment legionari de Romania entre les dues guerres mundials.

## Idees
Les idees defensades per Noua Dreaptă són les següents:
- Unificació de Romania i la República de Moldàvia;
- Drets dels romanesos en els departaments de Harghita i Covasna, en la seva majoria poblada per hongaresos, així com la negació de l'autonomia d'aquestes regions;
- Drets de les minories romaneses als països veïns;
- Educació de Joves d'esperit nacionalista romanès com a cristians;
- La protecció dels valors familiars i el rebuig de l'homosexualitat;
- La promoció dels valors de l'ortodòxia;
- Lluitar contra la americanización i la globalització;
- Promoció d'una Europa de les nacions integrades en el nucli comú de les seves arrels cristianes.

Es pot afegir a aquest catàleg d'un programa social més aviat vague, que té per objecte limitar els excessos del capitalisme.